# Orly
Orly – miejscowość i gmina we Francji, w regionie Île-de-France, w departamencie Dolina Marny. Przez miejscowość przepływa Sekwana.
Według danych na rok 1990 gminę zamieszkiwało 21 646 osób, a gęstość zaludnienia wynosiła 3236 osób/km² (wśród 1287 gmin regionu Île-de-France Orly plasuje się na 131. miejscu pod względem liczby ludności, natomiast pod względem powierzchni na miejscu 569.).
W Orly znajduje się port lotniczy Paryż-Orly. Do 2013 powstanie obok portu lotniczego centrum businessowe Coeur d'Orly o powierzchni biurowej przekraczającej 160 000 m², a także z czterogwiazdkowym hotelem i centrum kongresowym. Będzie to jedno z największych centrów businessu w Europie, we Francji rywalizujące z La Défense i Saint-Denis (Seine-Saint-Denis).

Położenie Orly w ramach aglomeracji paryskiej